# Roptanka
Roptanka (en rus: Роптанка) és un poble de l'óblast d'Orenburg, a Rússia, segons el cens del 2010 no tenia cap habitant, pertany al municipi de Nesterovka.